# Zvjezdano selo Mosor
Zvjezdano selo Mosor (skraćeno: ZSM) je nevladina neprofitna udruga osnovana s ciljem promicanja astronomije i prirodnih znanosti općenito te obrazovanja mladeži. Ciljeve provodi kroz razne programe, prvenstveno za učenike i studente, ali i za građanstvo.

## Udruga
Udruga je osnovana 14. siječnja 1985. godine, a u Registar udruga Republike Hrvatske upisana je 23. ožujka 1999. godine. Sjedište udruge je u Splitu. Udruga djeluje u sastavu Zajednice tehničke kulture grada Splita, a područje djelovanja je Grad Split i Splitsko-dalmatinska županija. Pravni je sljednik Društva astronoma amatera Splita (DAAS), osnovanog i prvi put registriranog 1974. godine u Splitu. Udruga ima oko 160 članova, od kojih je polovica mlađa od 18 godina.
Ideja o Zvjezdanom selu Mosor nastala je 70.-ih godina prošlog stoljeća, a osnovalo ga je Društvo astronoma amatera Split. Bilo je to jedno od najaktivnijih astronomskih društava u bivšoj državi. Društvo je imalo svoju zvjezdarnicu na Sustipanu za koju su sami konstruirali astronomsku kupolu. Gradska zvjezdarnica je bila otvorena za posjete građana, a onda se javila zamisao o izvangradskoj zvjezdarnici. Za lokaciju je odabran Mosor. Lokacija je odabrana nakon dugih sustavnih proučavanja terena, klimatskih i ekoloških predispozicija kako bi objekt mogao u potpunosti služiti svrsi. Predložena je lokacija bila idealna za gradnju opservatorija, ali za brojne edukativne aktivnosti.

### Cilj
Ciljevi udruge su: 
- poticanje i promicanje tehničke kulture na području astronomije, prirodnih znanosti uopće, informatike i ekologije;
- očuvanje i upoznavanje mladih naraštaja s kulturnom i prirodnom baštinom;
- razvitak i promicanje vlastitih djelatnosti, osposobljavanja i unapređivanja rada članova, te zaštita vlastitih interesa i zastupanje i zaštita interesa i uvjerenja svojih članova u savezima i zajednicama udruga, pred državnim tijelima i tijelima lokalne samouprave;
- animiranje što većeg broja predškolaca, učenika osnovnih i srednjih škola,studenata i ostalih građana, u svrhu znanstvenog i tehničkog obrazovanja, te omogućavanjem stvaralačkog rada odnosno izražavanja i potvrđivanja stvaralačkih sposobnosti, znanja i vještina;
- popularizacija dostignuća i stvaralaštva te zalaganje za razvoj, širenje i primjenu znanstvenih i tehničkih postignuća po mjeri zakona održivog razvitka (zaštite okoliša) i čovjeka dostojnog života;
- unaprijeđenje stručnog rada i promidžba istraživanja (znanstvenih, tehničkih i dr.) i inovacija u tehničkoj kulturi;
- njegovanje duha zajedništva, vrijednosti i pravila tehničkog stvaralaštva,humanosti, snošljivosti, međusobnog poštovanja, te suradnje i prijateljstva među ljudima neovisno o dobi, spolu, rasi, nacionalnosti, klasnoj, vjerskoj i političkoj pripadnosti i svjetonazoru;
- sudjelovanje u humanitarnim, ekološkim i drugim akcijama, te pružanje nesebične pomoći u prirodnim, tehnološkim i ostalim nesrećama.
- obrazovanje novih naraštaja, poboljšanje kvalitete življenja mladeži, neposredan rad s mladima u svrhu sprječavanja asocijalnih i ovisničkih ponašanja, te poticanje kreativnog stvaralaštva mladih.

U tu svrhu organiziraju se mnogobrojni programi, kao što su:
- mala škola astronomije za školski uzrast
- više puta u godini škole astronomije
- škola u prirodi
- škola meteorologije
- razne radionice iz područja tehničke kulture, te
- razni seminari, predavanja, promatranja i "astro-partyji"

### Djelatnosti u kojima se ostvaruju ciljevi
U ostvarivanju svojih ciljeva Udruga provodi sljedeće djelatnosti:
- poticanje, usklađivanje, promicanje i unapređivanje sveukupnih aktivnosti svojih članova u tehničkoj kulturi, posebice astronomiji, kako bi oni učinkovitije zadovoljavali svoje osobne, zajedničke i javne potrebe u tehničkoj kulturi
- poticanje i promicanje ukupnih aktivnosti tehničke kulture, uključujući izradu programa svekolikih aktivnosti u tehničkoj kulturi
- stvaranje i unapređenje sveukupnih uvjeta slobodnog udruživanja građana i njihovog bavljenja tehničkom kulturom iz kreativnih i rekreativnih pobuda u svom okruženju
- osposobljavanje članova za stjecanje i proširivanje znanja i vještina, izražavanje i potvrđivanje njihovih stvaralačkih sklonosti i sposobnosti u svrhu primjene i korištenja sveukupnog potencijala znanstveno – tehničkih dostignuća, te zaštite i unapređivanja životnog i radnog okoliša
- izvođenje izvanškolskih i izvannastavnih programima tehničkog, ekološkog i informatičkog odgoja i obrazovanja mladeži, a osobito darovite i hendikepirane djece
- poticanje svojih članova na korištenja tehničkih dostignuća u procesu rada i u svakidašnjem životu, a time i promicanje tehničkog razvitka gospodarstva, znanosti i svekolikog života i rada, te podizanje kakvoće života i boljitka svih građana
- organizaciju natjecanja, susreta, izložbi, edukacijskih izleta i sličnih aktivnosti, te sudjelovanje na sličnim manifestacijama u organizaciji drugih udruga, saveza i zajednica

Programi se realiziraju u sjedištu Udruge i na Zvjezdarnici.

## Zvjezdarnica
Zvjezdarnica Zvjezdanog sela Mosor smještena je na koti 701,2 m na brdu Makirina na Mosoru, 1,5 km jugoistočno od naselja Gornje Sitno i 22 km (15 km zračnom linijom) od Splita. Vlasnik objekta je Udruga. Objekt je građen dugi niz godina, a postavljanje velike kupole 2004. godine smatra se krajem radova. Pri zvjezdarnici se nalazi i meteorološka postaja te meteorska kamera kao dio Hrvatske meteorske mreže.

## Nagrade
Za svoj rad Udruga je dobila više nagrada:
- Godišnja nagrada "Faust Vrančić" za 2010. godinu
- Skupna nagrada Grada Splita za 2010. godinu
- Skupna nagrada Splitsko-dalmatinske županije za 2012. godinu
- Godišnja nagrada "Faust Vrančić" za 2012. godinu tajniku Tomislavu Nikoliću, između ostalog za edukacijske programe u ZSM-u.

## Vanjske poveznice
- Službena internetska stranica, www.zvjezdano-selo.hr (pristupljeno: 22. rujna 2019.)
- Zvjezdano selo na stranici Zajednice tehničke kulture u Splitu, ztk-split.hr (pristupljeno: 22. rujna 2019.)
- Zvjezdano selo Mosor u Registru udruga Ministarstva uprave Republike Hrvatske, registri.uprava.hr  Arhivirana inačica izvorne stranice od 22. siječnja 2019. (Wayback Machine) (pristupljeno: 22. rujna 2019.)